# Las Giraldas (Ejido)
Las Giraldas es una localidad del municipio de Huimanguillo ubicado en la subregión de la Chontalpa del estado mexicano de Tabasco.

## Geografía
La localidad de Las Giraldas se sitúa en las coordenadas geográficas 17°41′33″N 93°22′05″O / 17.692500, -93.368056, a una elevación de 30 metros sobre el nivel del mar.

## Demografía
Según el Conteo de Población y Vivienda 2020, efectuado por el Instituto Nacional de Estadística y Geografía, la localidad de Las Giraldas tiene 57 habitantes, de los cuales 29 son del sexo masculino y 28 del sexo femenino. Su tasa de fecundidad es de 2 hijos por mujer y tiene 16 viviendas particulares habitadas.
| Gráfica de evolución demográfica de Las Giraldas entre 1940 y 2020 |
|                                                                    |
| INEGI.                                                             |